# Jon Seda
Jonathan Seda, detto Jon (New York, 14 ottobre 1970), è un attore e pugile statunitense di origini italiane e portoricane.

## Biografia
Nato da padre italiano, proveniente dalla Sardegna (probabilmente il cognome originario era Sedda o Zedda), e madre portoricana. I genitori di Seda si trasferirono da Porto Rico a Manhattan, New York, dove lui è nato; si trasferirono di nuovo, a Clifton, New Jersey, poco dopo la sua nascita. Lì frequentò la scuola primaria e quella secondaria; dopo essersi diplomato, Seda cominciò a lavorare in una palestra dopo che due amici lo avevano convinto del fatto che dovesse praticare il pugilato: il suo desiderio era infatti prendere parte ai Giochi della XXV Olimpiade; praticò la nobile arte in diverse palestre nel New Jersey e presto arrivò ai New Jersey Golden Gloves; come pugile, Seda ha un ruolino di 21 vittorie e una sconfitta. Seda ha istituito The Jon Seda Foundation per la ricerca e le cure contro la malattia della distrofia simpatica riflessa. Il 7 aprile 2000 si è sposato con Lisa Gomez e ha quattro figli.

### Carriera cinematografica
Il debutto di Jon come attore avvenne nel 1992, nella pellicola I gladiatori della strada, in cui interpretò il ruolo di Romano, un pugile cubano. Da allora cominciò ad avere vari ruolo in pellicole e serie TV come New York Undercover. Nel 1995, Seda fu candidato per il titolo di miglior protagonista agli Independent Spirit Awards per il suo ruolo nella pellicola del 1994 Così mi piace con Rita Moreno e Lauren Vélez, che reincontrerà poi due anni dopo nella serie tv della HBO, Oz, in cui Seda interpreterà la parte di Dino Ortolani. Nel 1996 ricevette la candidatura come miglior attore per la sua interpretazione alla pellicola Verso il sole al Cannes Film Festival.
L'attore divenne molto famoso nel mondo ispanico quando interpretò il ruolo di Chris Pérez in Selena con Jennifer Lopez, pellicola del 1997 ispirata alla vita della cantante texana, Selena, assassinata nel 1995: Seda interpretò la parte del marito della cantante. Sempre nel 1997 ottenne il ruolo dell'investigatore Paul Falsone in Homicide: Life on the Street. Recitò nel 2000 con Jimmy Smits nella pellicola Price of Glory. Dal 2001 al 2002 ha interpretato l'investigatore Jake Shaw nell'unica stagione della serie Uc:Undercover, cancellata dal network NBC al termine della prima stagione dopo 13 episodi trasmessi. Nel 2002 fu protagonista in King Rikki, basato sull'opera di Shakespeare Riccardo III.
Nel 2010 è apparso come ospite (guest star) in un episodio di Burn Notice - Duro a morire. A partire dal 2012 ha preso parte ad alcuni episodi della serie televisiva Chicago Fire, nel ruolo dell'investigatore Antonio Dawson, per poi diventare uno dei protagonisti del derivato (spin-off), Chicago P.D., A partire dal 2014, interpretando sempre il ruolo di Antonio Dawson, che lascerà a metà circa della quarta stagione per il derivato (spin-off) Chicago Justice, che debutterà nel 2017. A settembre del 2017, con l'inizio della quinta stagione di Chicago P.D., riprenderà il ruolo di Antonio Dawson, come personaggio regolare della serie, dove rimarrà fino al 2019.

## Filmografia

### Attore

#### Cinema
- Zebrahead, regia di Anthony Drazan (1992)
- I gladiatori della strada (Gladiator), regia di Rowdy Herrington (1992)
- New York Undercover Cop, regia di Tôru Murakawa (1993)
- Carlito's Way, regia di Brian De Palma (1993)
- Così mi piace (I Like It Like That), regia di Darnell Martin (1994)
- A proposito di donne (Boys on the Side), regia di Herbert Ross (1995)
- L'esercito delle 12 scimmie (Twelve Monkeys), regia di Terry Gilliam (1995)
- Schegge di paura (Primal Fear), regia di Gregory Hoblit (1996)
- Verso il sole (The Sunchaser), regia di Michael Cimino (1996)
- Strani miracoli (Dear God), regia di Garry Marshall (1996)
- Selena, regia di Gregory Nava (1997)
- Il prezzo dell'amore (The Price of Kissing), regia di Vince DiPersio (1997)
- Price of Glory, regia di Carlos Ávila (2000)
- Little Pieces, regia di Montel Williams (2000)
- Hard Attraction (Love the Hard Way), regia Peter Sehr (2001)
- Double Bang, regia di Heywood Gould (2001)
- King Rikki, regia di James Gavin Bedford (2002)
- Undisputed, regia di Walter Hill (2002)
- Bad Boys II, regia di Michael Bay (2003)
- One Long Night, regia di David Siqueiros (2007)
- L'amore all'improvviso - Larry Crowne (Larry Crowne) regia di Tom Hanks (2011)
- Jimmy Bobo - Bullet to the Head (Bullet to the Head), regia di Walter Hill (2012)
- Canal Street, regia di Rhyan LaMarr (2018)

#### Televisione
- Daybreak, regia di Stephen Tolkin - film TV (1993)
- NYPD - New York Police Department - serie TV, episodio 2x08 (1994)
- New York Undercover - serie TV, episodio 1x16 (1995)
- Mistrial, regia di Heywood Gould - film TV (1996)
- Law & Order - I due volti della giustizia (Law & Order) - serie TV, episodio 8x06 (1997)
- Homicide - serie TV, 46 episodi (1997-1999)
- Squadra emergenza (Third Watch) - serie TV, 7 episodi (1999-2000)
- Homicide, regia di Jean de Segonzac - film TV (2000)
- Detective Spencer - I fantasmi del passato (Thin Air), regia di Robert Mandel - film TV (2000)
- Good Guys/Bad Guys - film TV (2000)
- UC: Undercover - serie TV, 13 episodi (2001-2002)
- Oz - serie TV, 3 episodi 1x01-1x08-6x06 (1997-2003)
- Hack - serie TV, episodio 2x10 (2003)
- Las Vegas - serie TV, episodio 1x15 (2004)
- The Jury - serie TV, episodio 1x05 (2004)
- Kevin Hill - serie TV, 22 episodi (2004-2005)
- Ghost Whisperer - Presenze (Ghost Whisperer) - serie TV, episodi 1x21-1x22 (2006)
- Close to Home - Giustizia ad ogni costo (Close to Home) - serie TV, 20 episodi (2006-2007)
- CSI: Miami - serie TV, episodio 7x11 (2008)
- Una calda estate (One Hot Summer), regia di Betty Kaplan - film TV (2009)
- Dr. House - Medical Division (House, M.D.) - serie TV, episodio 6x06 (2009)
- Cutthroat, regia di Bronwen Hughes - film TV (2010)
- Numb3rs - serie TV, episodio 6x12 (2010)
- Legally Mad, regia di Kenny Ortega - film TV (2010)
- The Pacific, regia di Steven Spielberg e Tom Hanks - miniserie TV, 10 episodi (2010)
- Burn Notice - Duro a morire (Burn Notice) - serie TV, episodio 4x09 (2010)
- The Closer - serie TV, episodio 6x06 (2010)
- Hawaii Five-0 - serie TV, episodio 1x08 (2010)
- Treme - serie TV, 26 episodi (2011-2013)
- Law & Order - Unità vittime speciali (Law & Order: Special Victims Unit) - serie TV, 1 episodio (2016)
- Chicago Fire - serie TV, 47 episodi (2012-2019)
- Chicago P.D. - serie TV, 112 episodi (2014-2019)
- Chicago Justice - serie TV, 13 episodi (2017)
- La Brea - serie TV, 10 episodi (2021-2024)

## Doppiatori italiani
Nelle versioni in italiano delle opere in cui ha recitato, Jon Seda è stato doppiato da:
- Fabrizio Vidale in Oz (st. 1), Close to Home - Giustizia ad ogni costo, Chicago P.D., Chicago Justice
- Fabio Boccanera in Schegge di paura, Verso il sole, Double Bang
- Riccardo Rossi in Homicide, I gladiatori della strada
- Francesco Pezzulli in Undisputed, The Pacific
- Luigi Ferraro in Kevin Hill, CSI: Miami
- Andrea Lavagnino in Dr. House - Medical Division, Hawaii Five-0
- Paolo Marchese in L'esercito delle 12 scimmie
- Eric Alexander in Strani miracoli
- Claudio Ridolfo in Selena
- Vittorio De Angelis in Bad Boys II
- Marco Vivio in Ghost Whisperer - Presenze
- Alberto Bognanni in Burn Notice - Duro a morire
- Corrado Conforti in The Closer
- Tony Sansone in Jimmy Bobo - Bullet to the Head